# Mary Mooney
Mary Mooney (* 1. Dezember 1958 in Dublin, Irland) ist eine frühere irische Politikerin (Fianna Fáil) und ehemalige Abgeordnete (Teachta Dála) im Dáil Éireann, dem irischen Unterhaus.
Mooney arbeitete vor ihrem Einstieg in die Politik in dem Familienunternehmen The Bull Ring. Sie wurde 1985 in den Dublin City Council gewählt. Sie kandidierte für die Fianna Fáil bei den Wahlen zum Dáil Éireann 1987 und konnte einen Sitz im Wahlkreis Dublin South-Central erringen. Bei den Wahlen 1989 verlor sie ihn jedoch wieder. 2004 verlor sie bei den Kommunalwahlen ihren Sitz im Dublin City Council.
Sie ist mit John McDonald verheiratet, mit dem sie einen Sohn hat.